# NGC 1470
NGC 1470 è una galassia a spirale situata nella costellazione dell'Eridano, a una distanza di circa 313 milioni di anni luce dalla nostra Via Lattea.

## Scoperta
La galassia è stata scoperta nel 1886 dall'astronomo statunitense Frank Muller.

## Descrizione
NGC 1470 ha una classe di luminosità I-II.